# Christine Aschbacher
Christine Aschbacher (ur. 10 lipca 1983 w m. Wundschuh) – austriacka przedsiębiorca i polityk, w latach 2020–2021 minister w rządzie federalnym.

## Życiorys
Uzyskała magisterium w Fachhochschule Wiener Neustadt, gdzie studiowała zarządzanie, doradztwo organizacyjne i personalne oraz komunikację. Kształciła się również na Słowackim Uniwersytecie Technicznym w Bratysławie. Pracowała w branży konsultingowej, m.in. w grupie Capgemini. Był też członkinią gabinetów chadeckich ministrów: Marii Fekter (2012–2013) oraz Reinholda Mitterlehnera (2014–2015). W 2014 kierowała jednym z działów federalnego resortu finansów. W 2015 powróciła do sektora prywatnego jako niezależny konsultant do spraw zarządzania.
W styczniu 2020 z rekomendacji Austriackiej Partii Ludowej powołana na ministra w drugim rządzie Sebastiana Kurza. W tym samym miesiącu po modyfikacji struktury gabinetu zgodnie z wcześniejszymi ustaleniami została ministrem pracy, rodziny i młodzieży. W styczniu 2021 podała się do dymisji; doszło do tego po tym, jak zarzucono jej plagiat, którego miała się dopuścić w pracy doktorskiej.

## Życie prywatne
Christine Aschbacher jest mężatką, ma troje dzieci.